# مارثا هنري
مارثا هنري هي ممثلة كندية، ولدت في 17 فبراير 1938 بديترويت في الولايات المتحدة. من الجوائز التي نالتها وسام أونتاريو وجائزة المسرح العالمي سنة 1971.

## جوائز
- وسام أونتاريو
- جائزة المسرح العالمي (1971)

## وصلات خارجية
- مارثا هنري على موقع IMDb (الإنجليزية)
- مارثا هنري على موقع ألو سيني (الفرنسية)
- مارثا هنري على موقع أول موفي (الإنجليزية)
- مارثا هنري على موقع قاعدة بيانات برودواي على الإنترنت (الإنجليزية)
- مارثا هنري على موقع قاعدة بيانات الفيلم (الإنجليزية)
- مارثا هنري على موقع كينوبويسك (الروسية)